# Hi-Lo (singolo)
Hi-Lo è un singolo del gruppo musicale statunitense Evanescence, pubblicato l'8 giugno 2018 come secondo estratto dal primo album di remix Synthesis.

## Descrizione
La canzone, scritta nel 2007 da Amy Lee e Will B. Hunt, sarebbe dovuta comparire nell'omonimo album del gruppo, ma in seguito fu scartata. In un'intervista, la cantante ha dichiarato:
Il brano vede la partecipazione di Lindsey Stirling, violinista statunitense con la quale, nel 2018, il gruppo ha intrapreso una tournée nel Nord America.

## Tracce
1. Hi-Lo (featuring Lindsey Stirling) (Radio Edit) – 4:16